# アンバー (原神)
アンバー（中国語: 安柏、英語: Amber）はmiHoYoが開発したオンラインゲーム『原神』に登場する架空のキャラクター。ゲーム内の国家である「モンド」の西風騎士団（セピュロスきしだん）に所属する偵察騎士。声優は日本語版は石見舞菜香、中国語版は牛奶君→蔡書瑾、韓国語版はキム・ヨンウ（김연우）、英語版はケリー・バスキン（Kelly Baskin）。

## 概要
アンバーは、2019年6月にmiHoYoが発表した『原神』の最初の予告編中にすでに登場している。その後はゲームのプロモーションで看板キャラクターとしても登場する。設定では、アンバーはモンドの西風騎士団に所属する偵察騎士で、「風の翼」での飛行に長け、モンドの飛行大会で3度「飛行チャンピオン」になっている。アンバーがプレイヤーのパーティーにいると、飛行に必要なエネルギーが20%減少する。冒険者のために設計された衣装で、冒険者であることを示すゴーグルを身につけている。ウサギの耳のような赤いリボンが特徴的。アンバーの偵察騎士という立場は、プレイヤーをゲーム世界のテイワット大陸に導く使者として活躍するのに役立っている。
アンバーは2019年8月のChinaJoyでの『原神』の予告編で進行役を担い、ゲームのグラフィック、ゲーム性と世界観を紹介。また予告編の後で「璃月」についても紹介した。9月の東京ゲームショーではコスプレイヤーの倉坂くるるがアンバーに扮してゲームのプロモーションをした。また、2021年2月には「アンバーのテイワット探偵記録」と題した日本語版映像も公開された。同年9月の、ゲームの1周年を記念した映像では、アンバーとゲーム内のもう一人のキャラクターであるバーバラが進行役として登場し、ゲーム内の1年間の出来事を振り返った。
ゲーム開始後、アンバーはプレイヤーが無料で入手できる最初のキャラクターでもあり、自動的にプレイヤーのパーティーに加入する。ゲーム内の火元素の弓使いであり、序盤で入手できる唯一のアーチャーである。ベータ版に先立って、アンバーの待機モーションにはキャラクターの躍動的なイメージを強調するダンスシーンが用意されていたが、この演出は除去された。2022年1月5日、miHoYoは中国大陸当局の審査の要請に応じて、アンバーを含む4人のキャラクターの外観、立ち絵、関連するアニメーションを変更することを公告した。これは初めてのゲームのプロットに関係しない衣装の変更であり、海外版では特典として新衣装が用意されており、プレイヤーはキャラクターの衣装を変更することができる。アンバーの声優は、初期は牛奶君が担当したが、2021年のバージョン1.4からは声優が蔡書瑾に変更された。日本語版は石見舞菜香、韓国語版はキム・ヨンウ（김연우）、英語版はケリー・バスキン（Kelly Baskin）が声優を務める 。

## キャラクター

### 設定
誕生日は8月10日。アンバーはモンドの西風騎士団に所属する唯一の偵察騎士である。アンバーの祖父は璃月出身の傭兵隊長で商隊を護送中に魔物の襲撃に遭い、ただ一人抜け出すことに成功して西風騎士団に救われた。祖国に帰ることを恥じたアンバーの祖父はモンドに居を構え、恩に報いるために騎士団に入団した。4年前に祖父が突然騎士団を去ると、頼れる人物を失った小隊はすぐにバラバラになり、アンバーが一人残された。アンバーは幼い頃から祖父から様々な冒険術を学んでいたが、偵察騎士になって間もなく祖父は離れてしまった。騎士団の中には年齢のことでアンバーを見くびる人もいれば、彼女を亡命者の子孫だと思う人たちもいた。アンバーが騎士団の仲間からその英勇を認められたのは、魔物を殲滅した戦いのときだった。

### ゲーム内での登場
ゲーム開始時、プレイヤーはナビゲーションキャラクターであるパイモンの案内でモンド地区に入り、アンバーと出会う。アンバーは一時的にプレイヤーのパーティに加わり行動を共にする。序章 第一幕「風を捕まえる異邦人」をクリアすると、アンバーが正式にプレイヤーのパーティーに加わる。
通常攻撃には2種類あり、1つは素早いが低ダメージのショット、もう1つは火元素効果のある重撃。元素スキルは「爆弾人形（ウサギ伯爵）」を投げてモンスターの攻撃目標を逸らし、人形は一定時間後に爆発して一定範囲に火元素ダメージを与える。元素爆発は、火属性の「矢の雨」を降らせる。

## 反響と評価

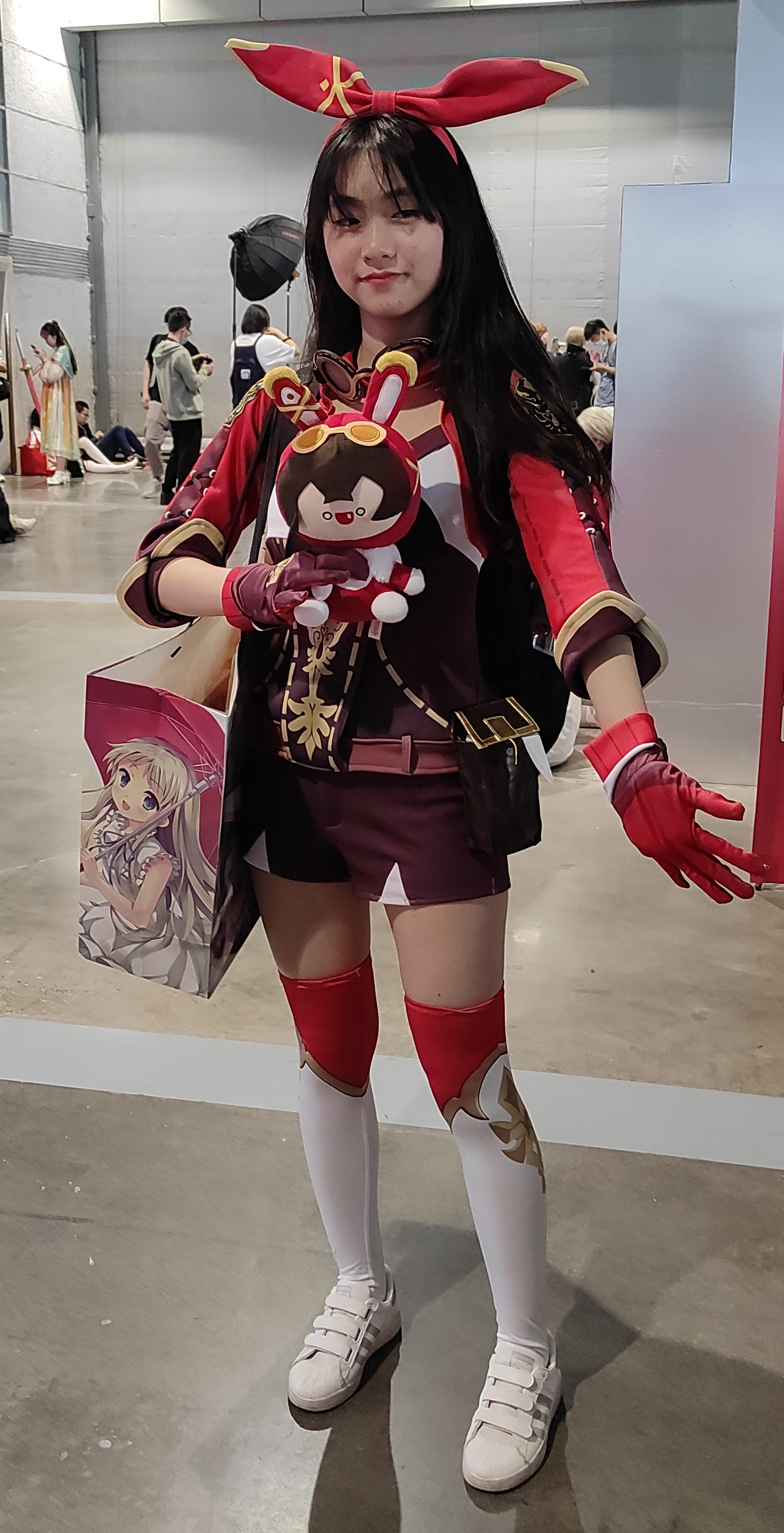
アンバーのコスプレをするコスプレイヤー。

アンバーは初期から『原神』のプロモーションにおける看板キャラクターを担い、また初めにプレイヤーのパーティーに加入するキャラクターであること、勇敢でまっしぐらかつ明るいキャラクターから多くのファンを獲得した。ファンはキャラクターのイメージ・マクロを作成し、ミームになった。日本のブシロードがアンバーのフィギュアを販売したように、アンバーの商品化もされている。ゲーム内ではあまり使い勝手の良いキャラクターではなく、ゲーム後半では使われなくなるキャラクターでもある。しかしながら、熱烈なファンも存在する。
ゲーム内のキャラクターとして、ゲームメディアの一般的な見解としてアンバーは最も弱いキャラクターと見なされている。Game Rantのアントニー・ プレオは、アンバーは大きなダメージを与えることができず、他の炎元素キャラクターに比べて優れず、ゲーム後半でモンスターのレベルが高くなればアンバーはすぐにパーティーから追い出されるだろうとコメントしている。プレイヤーは、邪魔な棘に火をつけるときなど炎の要素が必要なときだけアンバーを使うことになるという。ハンナ・エリザベス・リードはアンバーの与えるダメージは他のキャラクターよりはるかに低く、基礎属性も低ければ元素スキルも元素爆発も使いづらいと評価した。スクリーン・ラントのオースティン・ジンはアンバーをゲーム序盤でプレイヤーが所有する中で最も役に立つキャラクターだと考えている。序盤で入手できる炎元素の弓使いキャラクターで、火を使って冒険の中の特定の障害物を除去したり、敵に遠距離攻撃をしたりすることができる。コミック・ブック・リソーシズの解説者であるハンナ・グライムスはアンバーは愛らしいデザインと人を感化する性格を持っているとした上で、これらはプレイヤーが他の炎元素のキャラクターを選ぶことを妨げる要因にはならないとしている。キャラクターのパーティーとの相性が悪く、スキルの発動に時間がかかるため、モンスターに簡単にかわされてしまい、効果的なダメージを与えることができないとする。